# Stieglbrauerei zu Salzburg
Die Stieglbrauerei zu Salzburg ist eine österreichische Privatbrauerei.

## Geschichte
1492 wurde das Prewhaws auff der Gestettenn (auch Prewhaus bey dem Stieglein auf der Gstätten) erstmals urkundlich erwähnt. Damals vererbte Hans Peuntner die Brauerei an die Witwe seines Sohnes Jörg. Den Namen erhielt die Brauerei von einer kleinen Stiege (Treppe), die von der Brauerei zum Almkanal führte. Die alte Braustätte diente bis 1909 als Braugasthof, dann wurde sie an die Stadt Salzburg verkauft, die ihrerseits einen Teil des Gebäudes an das Ursulinenkloster veräußerte. Der Orden ließ an dieser Stelle ein Mädchengymnasium errichten. Heute ist hier sogar wieder eine kleine Treppe vorhanden, die von der Gstättengasse zum Anton-Neumayr-Platz führt.

### Märzenkeller in der Festungsgasse

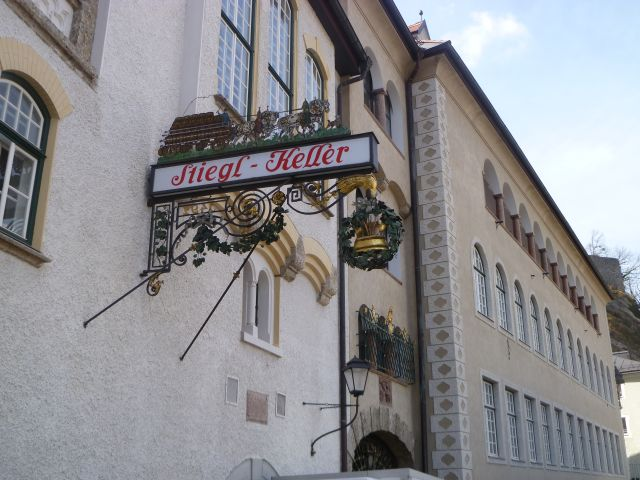
Nasenschild des Stiegl-Kellers in der Festungsgasse

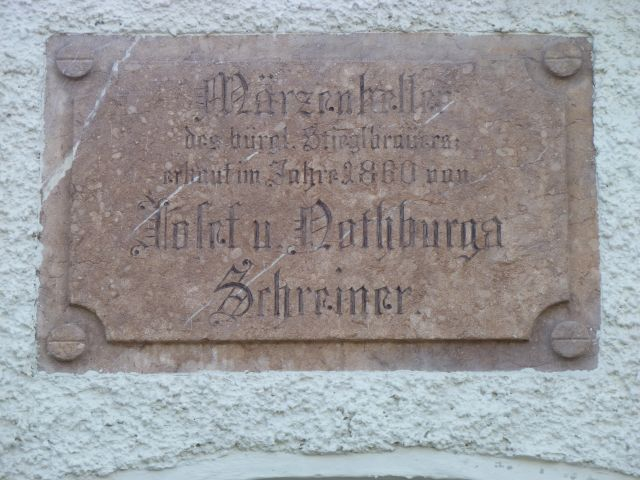
Stiegl-Keller in der Festungsgasse: Märzenkeller

1819 kaufte Johann Schreiner die Stieglbrauerei. Gemeinsam mit seiner Frau Anna Holzegger erwarb er 1820 das Haus Nummer 206 in der Festungsgasse und legte dort einen Märzenkeller an. Der heutige Terrassengastgarten war ursprünglich ein Teil der Stadtbefestigung. 1838 erwarb die Stieglbrauerei die Schankkonzession für Garten und Lagerkeller. Der Märzenkeller wurde im Jahre 1840 weiter ausgebaut, und 1860 ließ Josef Schreiner einen zweiten Keller anlegen. 1901 wurde dieser durch den Baumeister Jacob Ceconi umgebaut und mit Erkern, Giebeln und Türmchen versehen. Der letzte Umbau erfolgte 1926 durch den Münchener Architekten Franz Zell.

### Stieglbierhalle

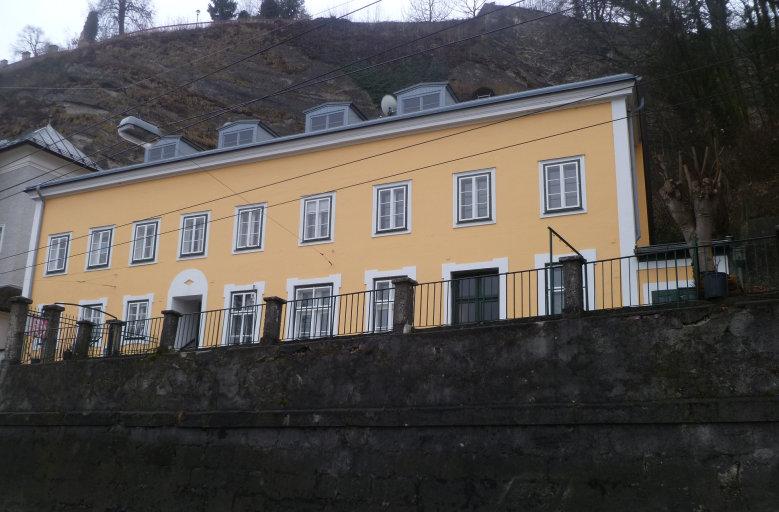
Frühere Stieglbierhalle

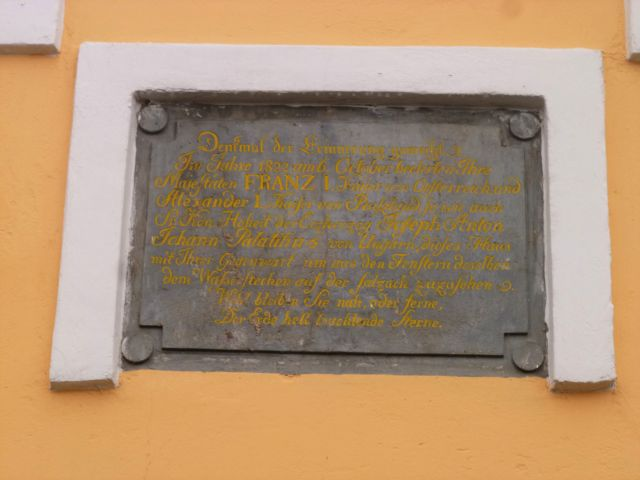
Gedenktafel auf der Stieglbierhalle

In der Müllner Hauptstraße Nr. 7 befand sich seit dem 17. Jahrhundert ein Gasthaus mit großem Gastgarten. Im 18. und 19. Jahrhundert betrieb hier der Moserbräu aus der Judengasse ein Wirtshaus und einen Bierkeller. Gegen Ende des 18. Jahrhunderts war ein kaiserliches Werbhaus für Soldaten untergebracht. Nach einigen Zwischenbesitzern wurde das Haus 1902 von der Stieglbrauerei erworben und zu einem vielbesuchten Bierkeller umgestaltet. Bekannt ist das Gebäude auch wegen eines Kaiserbesuchs: Kaiser Franz I. und Zar Alexander I. waren 1822 unterwegs zum sogenannten Veroneser Kongress der Heiligen Allianz. Dabei trafen sie mit ihrer Entourage in diesem Haus zusammen, um einem Schifferstechen auf der Salzach beizuwohnen. Heute ist das Gebäude in ein Mietshaus umgewandelt.

### Rochuskaserne

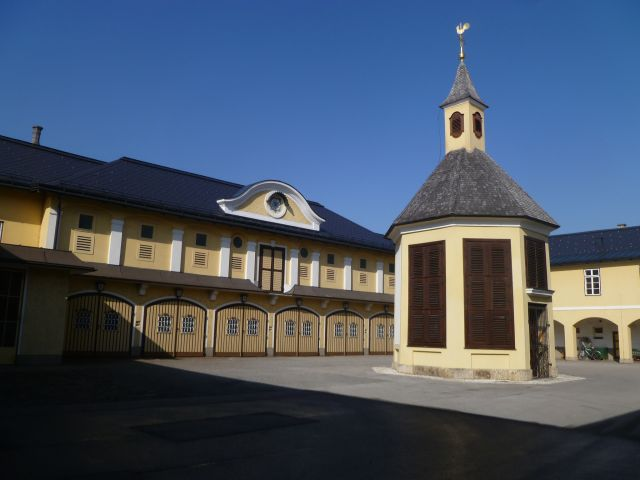
Rochus-Kapelle

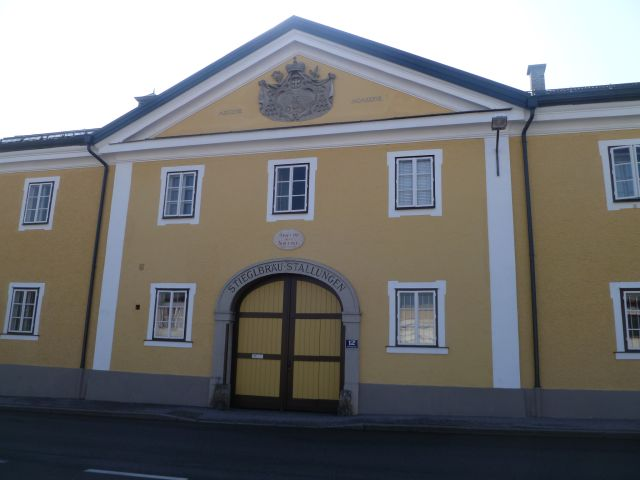
Stieglbrauerei: Tor zu den Stallungen in der ehemaligen Rochuskaserne

Dieses Gebäude an  der Rochusstraße/Kendlerstraße war ursprünglich unter Erzbischof Wolf Dietrich von Raitenau als städtisches Pesthaus errichtet worden. Erzbischof Sigismund Graf Schrattenbach ließ das Spital 1754–58 renovieren und zu einem „Zucht- und Arbeitshaus für Raufbolde, Unzüchtige und unbotmäßige Dienstboten und Kinder“ umfunktionieren. An diese Verwendung erinnert noch eine Inschrift oberhalb des Eingangstores („Abstine aut sustine“, 1758, d. h. „Meide oder leide“). Zur Erinnerung an den früheren Pestfriedhof ließ Heinrich Kiener 1903 an der Außenmauer der Stieglbrauerei eine Kapelle mit Kreuz errichten.

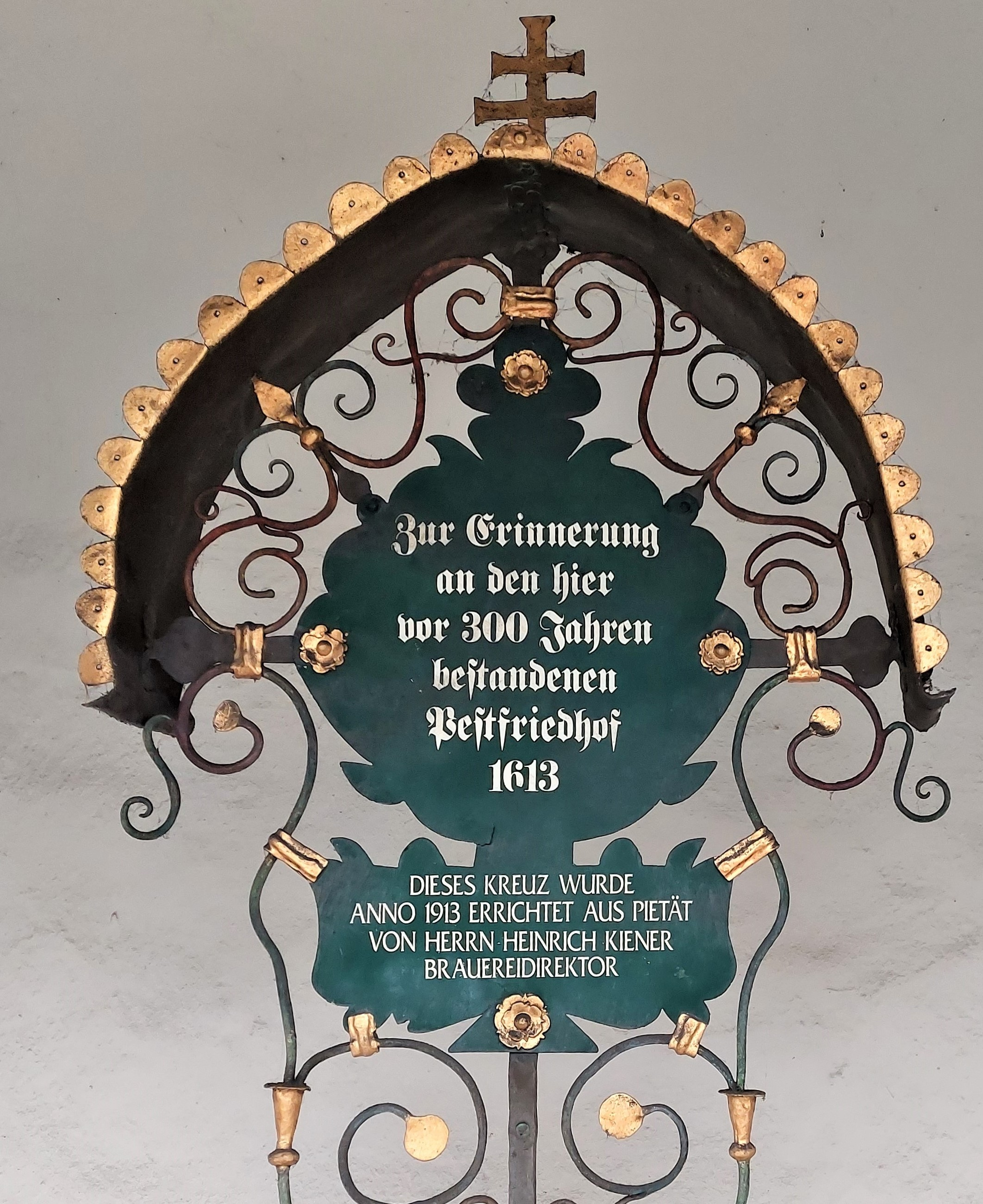
Kreuz der Kapelle an der Kendlerstraße

Als Salzburg 1816 endgültig zu Österreich kam, wurde das Spital als Kaserne verwendet, wobei sogar die Kapelle abgebrochen werden sollte. 1859, 1864 und 1866 waren Invalide darin untergebracht. 1870 wurde die österreichische Landwehr errichtet. 1895 wurde vom Salzburger Landtag die Umwandlung in eine Landwehrkaserne, nun Rochuskaserne genannt, beschlossen. Hier war die 8. Landwehr-Schützenbataillon untergebracht. Von 1887 bis 1898 diente es als Kaserne für die k.k. Landwehr. Damals waren hier etwa 100 bis 150 Soldaten stationiert. In der Zeit des Nationalsozialismus waren nach 1940 hier Hunde für die Ersatz- und Ausbildungsstaffel 18 und in den Ställen 20 Pferde untergebracht. 
Heute sind hier unter anderem die Stallungen für die Braurösser, der Mitarbeiter-Schalander (die Kantine für die Brauerei-Mitarbeiter), Bewegungs- und Ruheräume für die Mitarbeiter, Seminarräume und einige Büros untergebracht, aber in dessen Mitte steht weiterhin die kulturgeschichtlich bedeutsame Rochuskapelle.

### Produktionsstätte Maxglan
1863 wurde die Brauerei von Josef Schreiner nach Maxglan verlegt. Sein Nachfolger Kiener erwarb 1901 auch die sogenannte Rochuskaserne mitsamt der Kapelle des Pestheiligen Rochus.
Nach einem schweren Brand in Maxglan wurde die Brauerei 1887 von Franz Huemer übernommen, dieser ordnete die Finanzen des Betriebs neu. Innerhalb von zehn Jahren steigerte er den Ausstoß von 18.000 auf 90.000 Hektoliter. 1889 trat sein Neffe Heinrich Kiener in den Betrieb ein, dessen Nachkommen noch heute die Brauerei führen; aktuell Heinrich Dieter Kiener.

### Entwicklung der Stieglbrauerei bis zur Gegenwart
Im Zuge des Ersten Weltkriegs verzeichnete Stiegl starke Einbrüche, von denen man sich erst in den 1920er Jahren langsam wieder erholte. Ab 1920 hatte die Brauerei durch die sogenannte Stieglbahn einen eigenen Anschluss an das österreichische Eisenbahnnetz, was den Biertransport erheblich erleichterte. 1924 war bereits jedes zweite in Salzburg getrunkene Bier ein Stiegl. Von 1921 bis 1925 wurden leerstehende landwirtschaftliche Gebäude der Brauerei in Maxglan an die Salzburger Kunstfilm, die erste Salzburger Filmgesellschaft, verpachtet, die darin Filmateliers und ein Labor einrichtete. Der Börsencrash 1929 sorgte für die Brauerei erneut für magere Zeiten, die erst mit dem Einmarsch deutscher Truppen 1938 und der damit verbundenen wirtschaftlichen Scheinblüte kurzfristig ein Ende fanden.

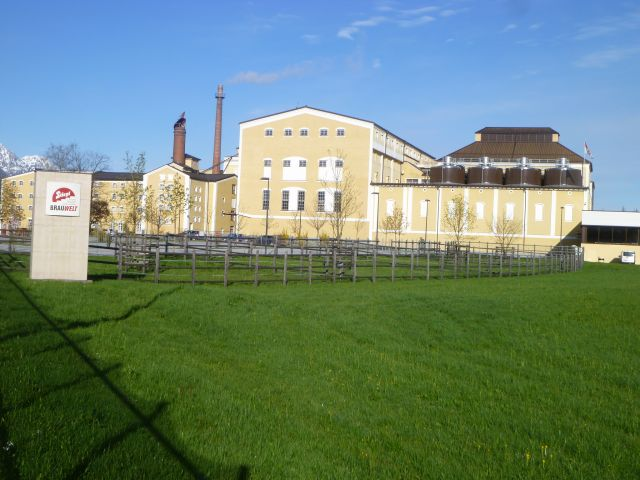
Stieglbrauerei: Produktionsstätte in Maxglan

Im Zweiten Weltkrieg ging es aufgrund des Mangels an guten Rohstoffen mit der Produktion als auch mit der Qualität steil bergab. Auch Beschlagnahmungen und die Bombenangriffe setzten der Brauerei stark zu. In den Jahren 1944/45 stellte die Brauerfamilie Kiener nur noch in etwa 40.000 Hektoliter Dünnbier her.
Nach dem Ende des Zweiten Weltkriegs konnte Stiegl wegen der schlechten Versorgungslage nur etwa 67.000 Liter eines 2,5-grädigen Dünnbiers herstellen. Erst ab 1948 konnte man dank besserer Rohstoffe wieder ein halbwegs ordentliches Bier anbieten. Da den in Salzburg stationierten amerikanischen Soldaten genügend Rohstoffe aus der Heimat zur Verfügung standen, konnten diese auf „hochgrädiges“ Bier zurückgreifen. Mit dem Vermerk „Brewed and bottled at the Stieglbrauerei“ auf den Etiketten und Bierdeckeln wurde auf die Herstellung des „amerikanischen“ Bieres in der Stieglbrauerei hingewiesen.
Kurz nach dem Tod von Heinrich Kiener I im Jahr 1950 konnte wieder Vollbier mit 12° Stammwürze und ein Spezialbier mit 14° produziert werden. Unter Heinrich Kiener II stieg der Brauausstoß zwischen 1950 und 1960 um 100.000 hl. Mit der Gründung der „Salzburger Getränkeindustrie“ brachte Kiener Coca-Cola nach Salzburg; bereits im ersten Jahr wurden 100.000 Kisten produziert und verkauft.
1990 verstarb der 80-jährige Heinrich Kiener II. nach 51 Jahren Tätigkeit in der Brauerei. Mit Heinrich Dieter Kiener III. übernahm wiederum ein Mitglied der Familie die Stieglbrauerei. Ab 1991 wurde der Gär- und Lagerkeller erweitert und 1995 mit der Stiegl-Brauwelt die größte Bierausstellung Europas und ein Veranstaltungsort von Konzerten, Theater- und Kabarettaufführungen eröffnet.

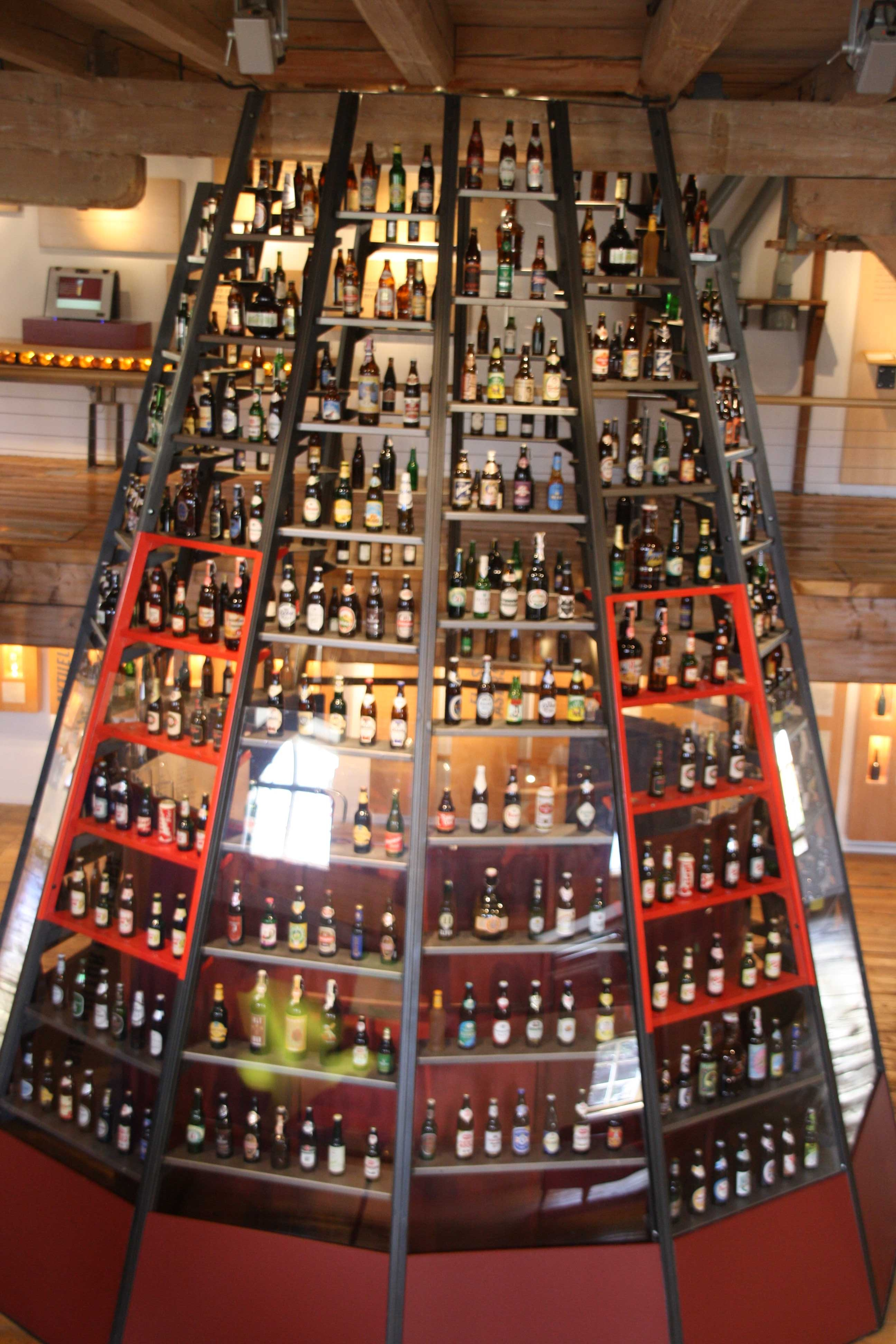
Der Flaschenturm

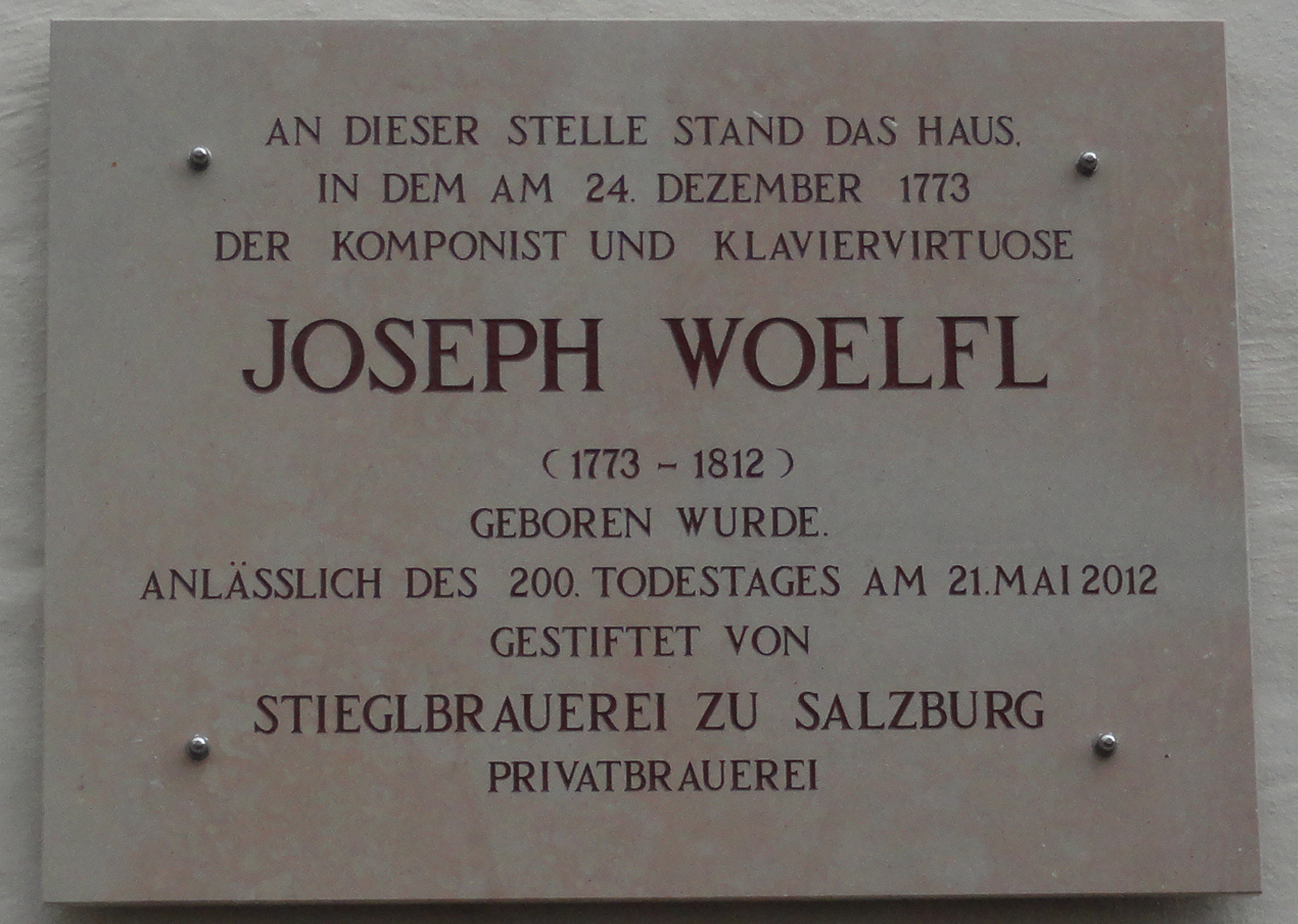
Gedenktafel von Stiegl (2012) am Standort des Geburtshauses von Joseph Woelfl

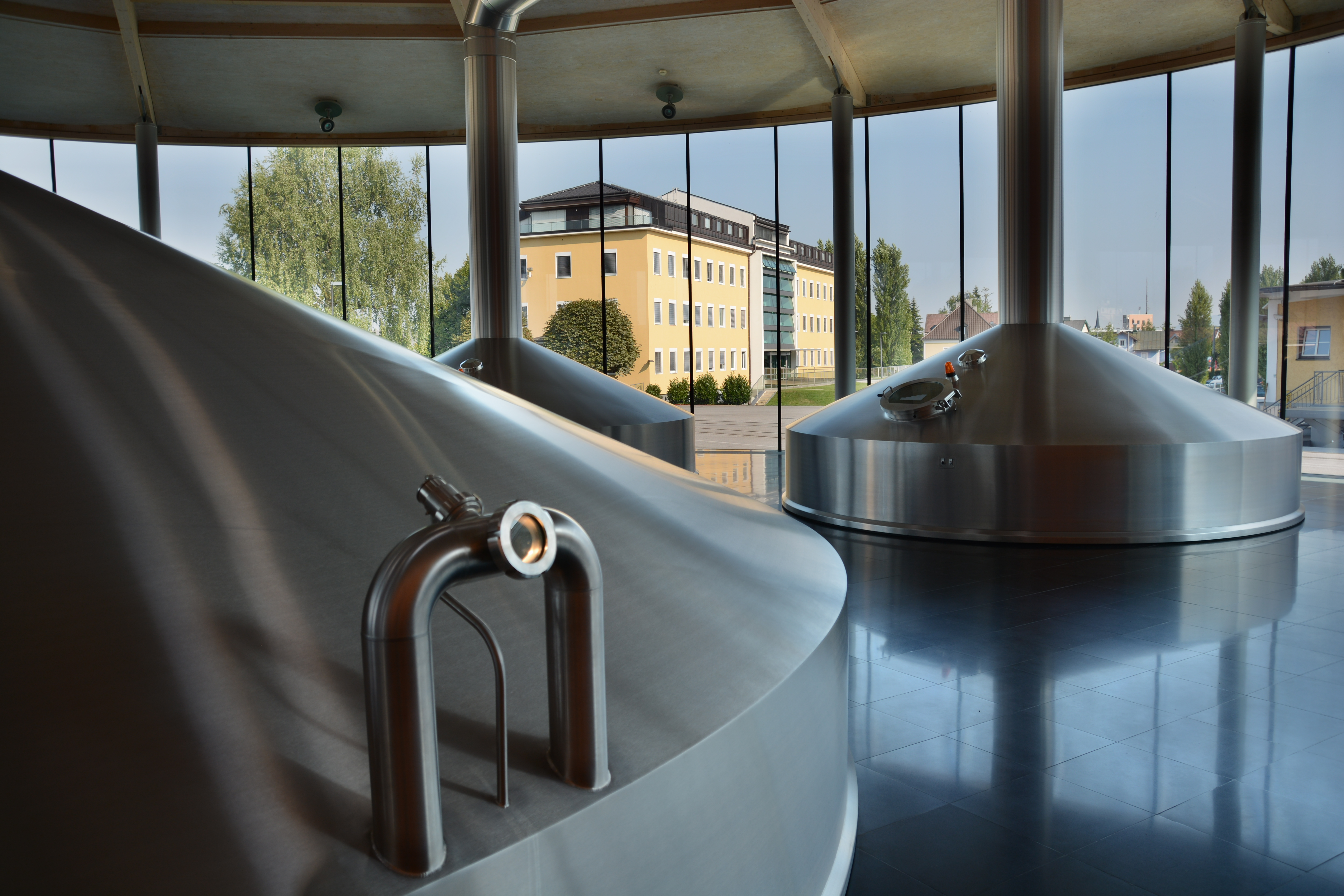
Blick aus dem Sudhaus der Stieglbrauerei

Heute ist die Stieglbrauerei die größte in Privatbesitz befindliche Brauerei Österreichs mit einem jährlichen Absatz von rund 1.000.000 Hektoliter Bier. Die wichtigsten Absatzgebiete der Brauerei sind Salzburg, Oberösterreich und Tirol. Es werden circa 15.000 Kunden mit Stiegl-Bier beliefert, wovon 43 % auf das Gastgewerbe und 57 Prozent auf den Handel mit Handelsketten entfallen. Etwas mehr als ein Drittel (34 Prozent) des Bierausstoßes erfolgt in Fässern, 61 Prozent in Flaschen und fünf Prozent in Dosen. Der österreichweite Marktanteil von Stiegl beträgt circa elf Prozent.
2021 gründete die Brauerei zusammen mit neun anderen Gründungsmitgliedern den „Verein der Unabhängigen Privatbrauereien Österreichs“.

## Biererlebniswelt
Die in das Braugelände integrierte Biererlebniswelt Stiegl-Brauwelt beherbergt ein interaktives Bier-Museum, eine eigene Gastronomie und einen Stiegl-Shop.
In der ehemaligen Mälzerei sieht man von den Grundstoffen über die Herstellung bis zur Geschichte dieser Brauerei einiges, was mit Bier zusammenhängt. Das Bier-Museum besteht aus dem Stiegl-Braukino, der Hausbrauerei – eine kleine Brauerei in der Brauerei, in der die Stiegl-Hausbiere (spezielle Bio-Bierspezialitäten), hergestellt werden – und aus einem Abteil, das die Geschichte der Stieglbrauerei behandelt. Die hauseigene Gastronomie gliedert sich in drei Bereiche: Das traditionelle Bräustüberl, die gediegene Stiegl-Paracelsusstube, bis hin zur eigenen Bierbar, dem Stieglitz.

## Produkte
| Name                                                                           | Vol.-%      |
| ------------------------------------------------------------------------------ | ----------- |
| Stiegl-Goldbräu (Märzen)                                                       | 5,0         |
| Stiegl-Hell                                                                    | 4,5         |
| Stiegl-Pils                                                                    | 4,9         |
| Stiegl-Radler Zitrone Naturtrüb/Grapefruit/Himbeer                             | 2,0         |
| Stiegl-Weisse Naturtrüb                                                        | 5,1         |
| Stiegl Sport-Weisse Alkoholfrei                                                | alkoholfrei |
| Original-Stieglbock (saisonal)                                                 | 7,0         |
| Stiegl-Herbstgold (saisonal)                                                   | 5,2         |
| Stiegl-Paracelsus Bio-Zwickl                                                   | 5,2         |
| Stiegl 0,0% Freibier                                                           | alkoholfrei |
| Stiegl 0,0% Zitrone                                                            | alkoholfrei |
| Stiegl-Columbus 1492 Pale Ale                                                  | 4,7         |
| Stiegl-Paracelsus Glutenfrei                                                   | 4,9         |
| Stiegl-Hausbier Gipfelstürmer                                                  | 5,2         |
| Stiegl-Hausbier Ginder                                                         | 5,8         |
| Stiegl-Hausbier Toll:Kirsche (saisonal)                                        | 6,6         |
| Stiegl-Hausbier Zölibat (saisonal)                                             | 8,2         |
| Stiegl-Hausbier Schneeweißchen & Orangenrot (saisonal)                         | 5,0         |
| Stiegl-Hausbier Rosamunde (saisonal)                                           | 5,0         |
| Stiegl-Hausbier Wundertüte (saisonal)                                          | 5,1         |
| Stiegl-Hausbier Christkindl (saisonal)                                         | 5,7         |
| Wildshuter Flüx Aronia und Zitrone (gebraute Limonade vom Stiegl-Gut Wildshut) | alkoholfrei |
| Wildshuter Sortenspiel                                                         | 5,0         |
| Wildshuter Gmahde Wiesn                                                        | 4,9         |
| Wildshuter Männerschokolade                                                    | 5,5         |
| Wildshuter Urbier                                                              | 9,5         |
| Wildshuter Urbierbrand                                                         | 40,0        |
| Wildshuter Edelbrand                                                           | 40,0        |
| Wildshuter Hopfen-Gin                                                          | 46,0        |
| Sonnenkönig VII.                                                               | 12,5        |
| Faux Pas Apricot                                                               | 8,0         |

## Auszeichnungen
- 2018: Austrian Beer Challenge: 1. Platz Wildshuter Urbier, 3. Platz Stiegl-Hausbier Grenzgänger, 3. Platz HibisKuss Gose[17]
- 2018: European Beer Star: 1. Platz Stiegl-Hausbier Gipfelstürmer in der Kategorie „Beer with alternative cereals“[18]
- 2019: Meiningers International Craft Beer Award: Gold: Sonnenkönig VI., Stiegl-Hausbier Gipfelstürmer, Stiegl-Hausbier Ginder, Wildshuter Gmahde Wiesn. Silber: Stiegl-Hausbier Zölibat.[19]
- 2019: European Beer Star: Silver Award für Stiegl-Pils[20]
- 2020: European Beer Star: Silver Award für Sonnenkönig VI[21]
- 2020: Falstaff Beer Trophy: 1. Platz für Stiegl-Pils (Kategorie Pilsner), 2. Platz für Stiegl-Hell (Kategorie Lagerbiere), 3. Platz für Sonnenkönig VI. (Kategorie Kreativbiere)[22]
- 2021: Worlds Spirit Award: Double-Gold für Wildshuter Edelbrand[23]
- 2021: CASH-Top Innovationen des Jahres: Stiegl-Hell[24]
- 2021: DLG-Award: Gold für Stiegl-Goldbräu, Stiegl-Hell, Stiegl-Pils und Stiegl-Paracelsus Bio-Zwickl[25]

## Sponsoring-Aktivitäten

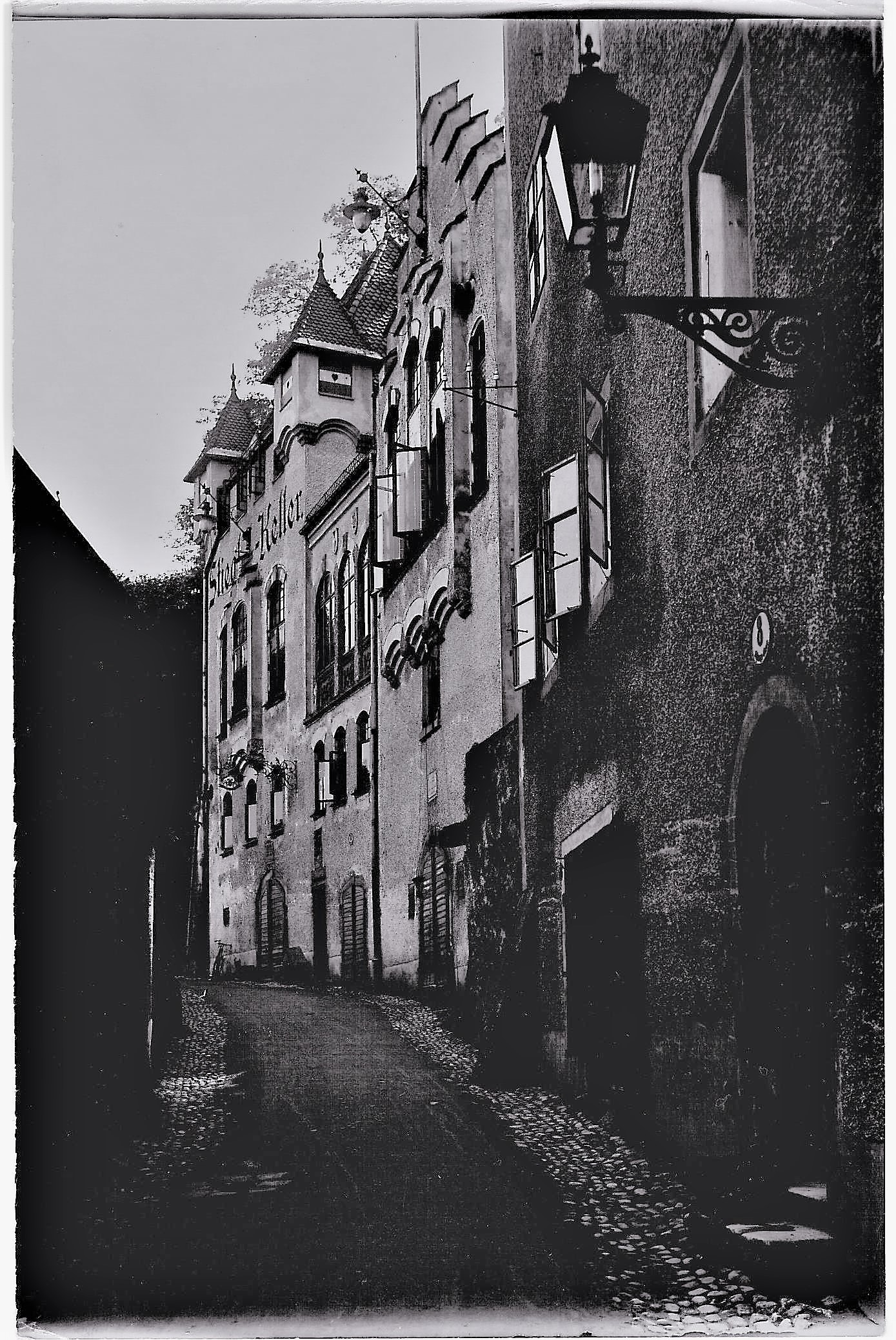
Der Stieglkeller zwischen 1901 und 1926.

Stiegl engagiert sich im Bereich Sport (u. a. Sponsor des ÖFB, der Nordischen Kombinierer und des ÖOC) sowie in Kunst und Kultur (u. a. Partner der Salzburger Festspiele) wie auch für Soziales und Natur (u. a. Kooperation mit dem Nationalpark Hohe Tauern).

## Bildergalerie

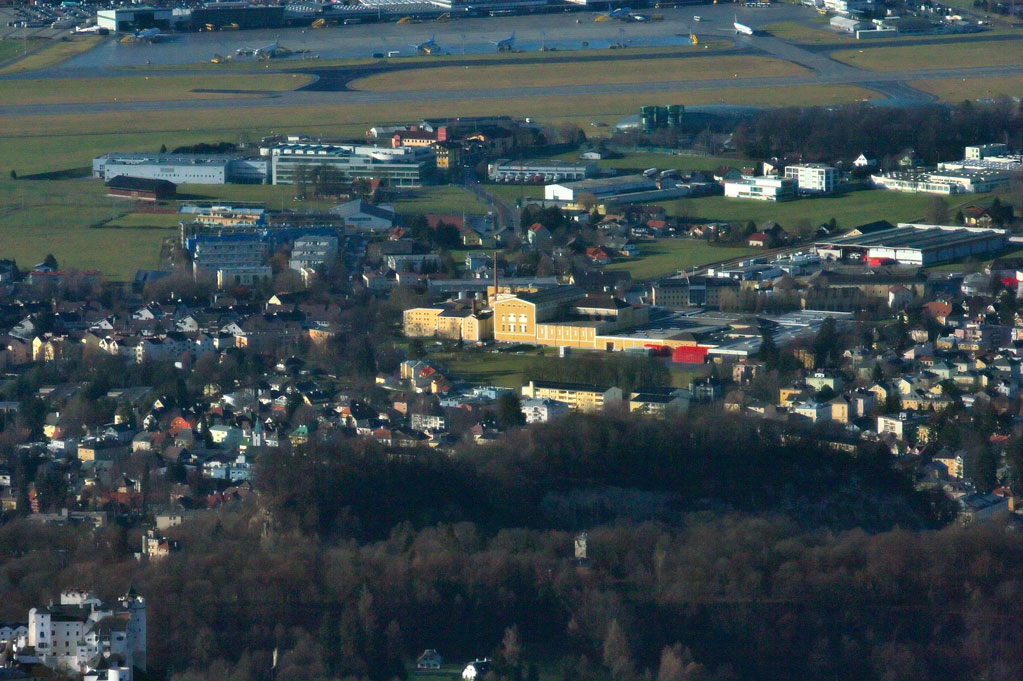
Stieglbrauerei
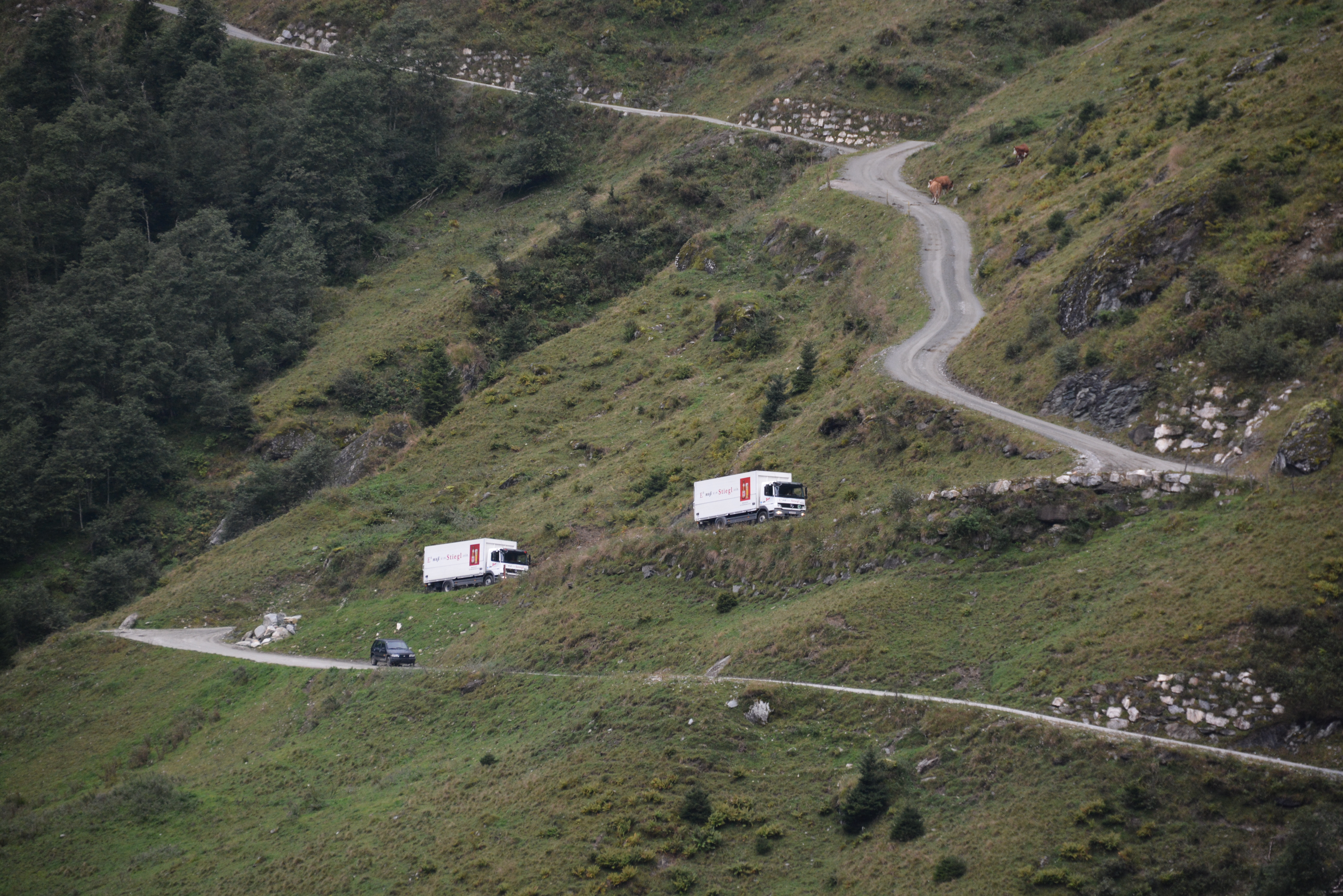
Stiegl-LKW auf dem Weg zum Kitzsteinhorn
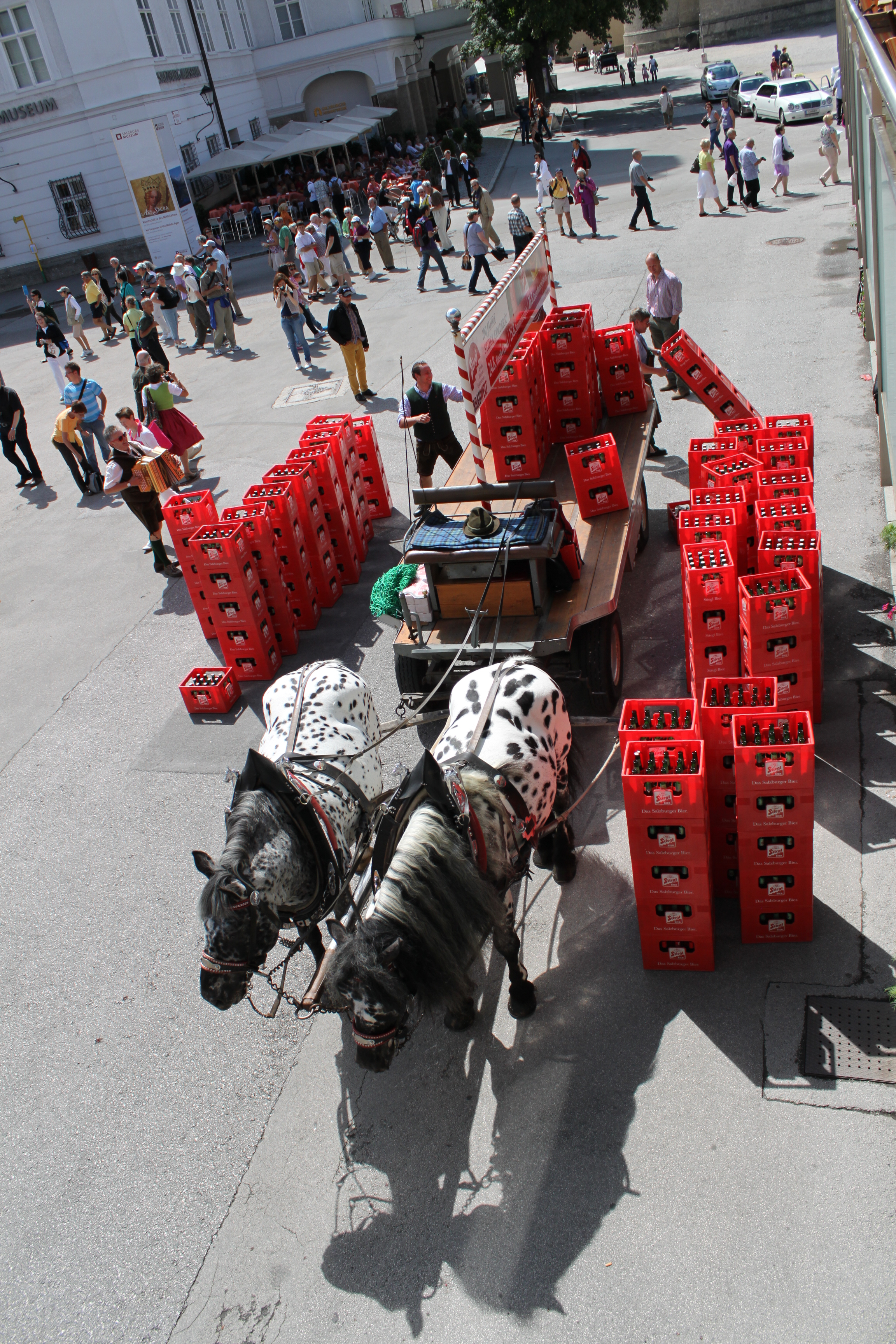
Stiegl-Pferdekutsche beliefert Lokal in der Salzburger Altstadt
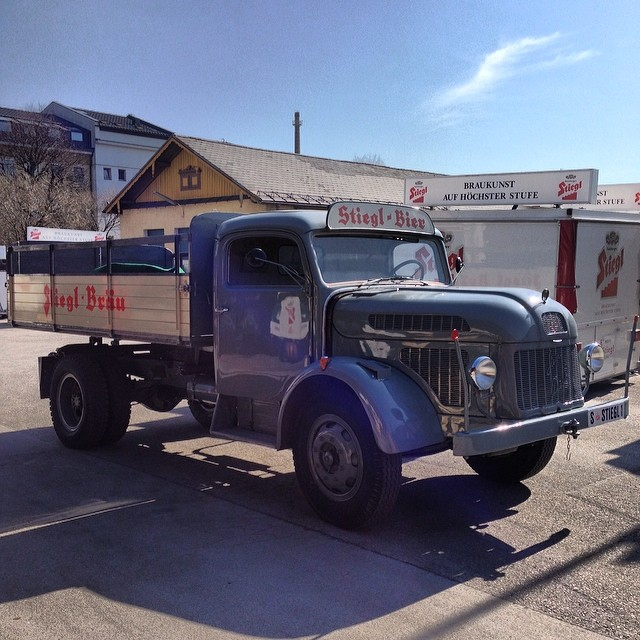
Historischer Stiegl-LKW
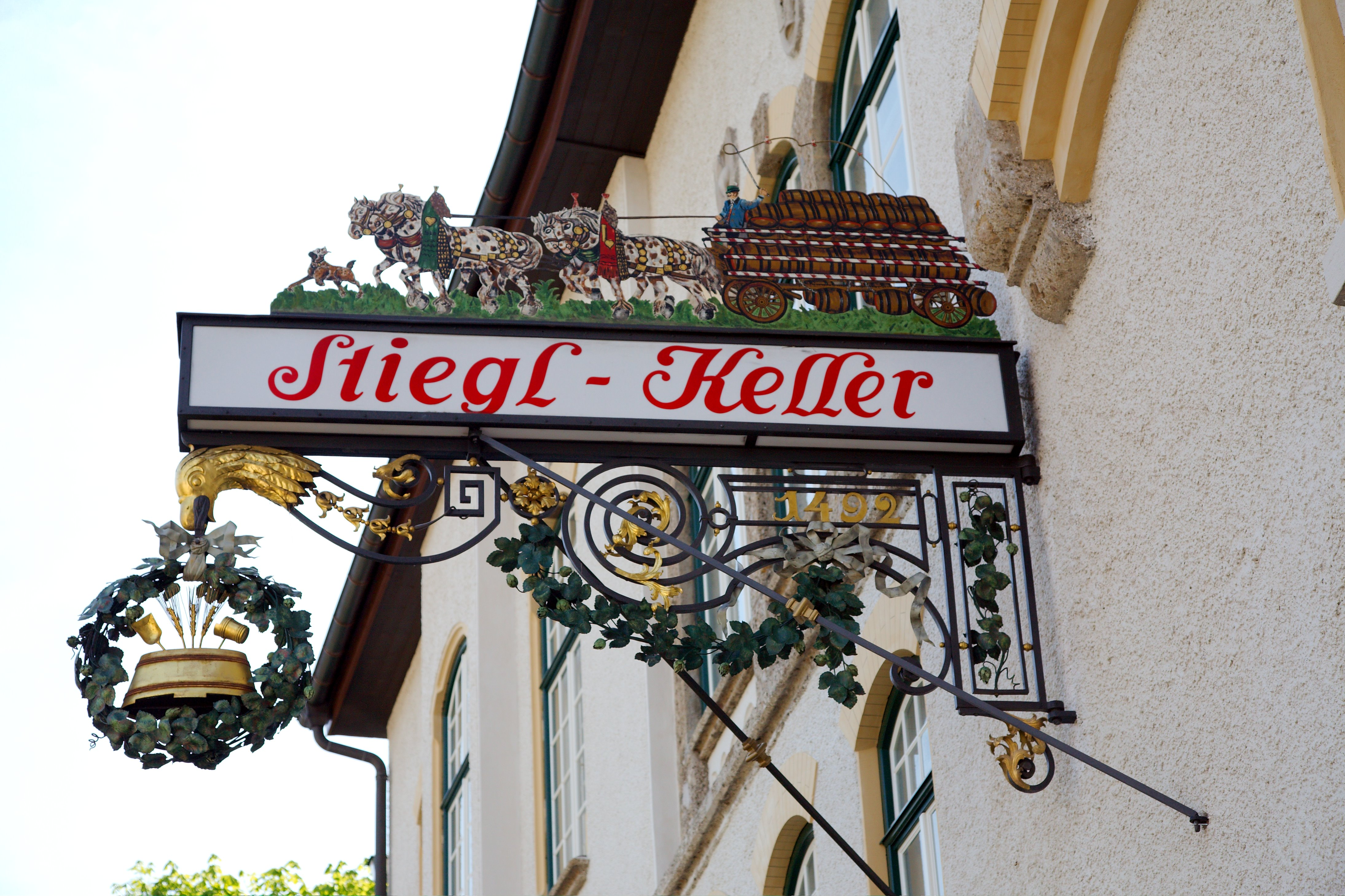
Schild am Märzenkeller, jetzt auch Biergarten
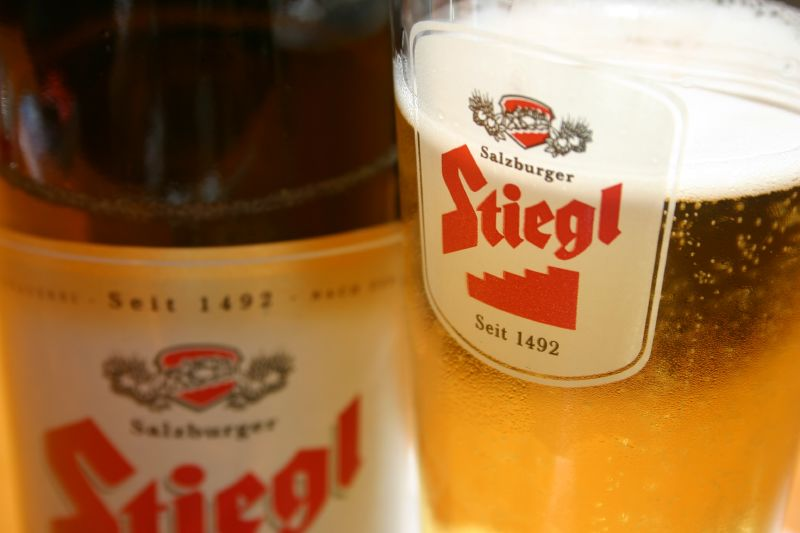
Stiegl-Flasche und -Glas
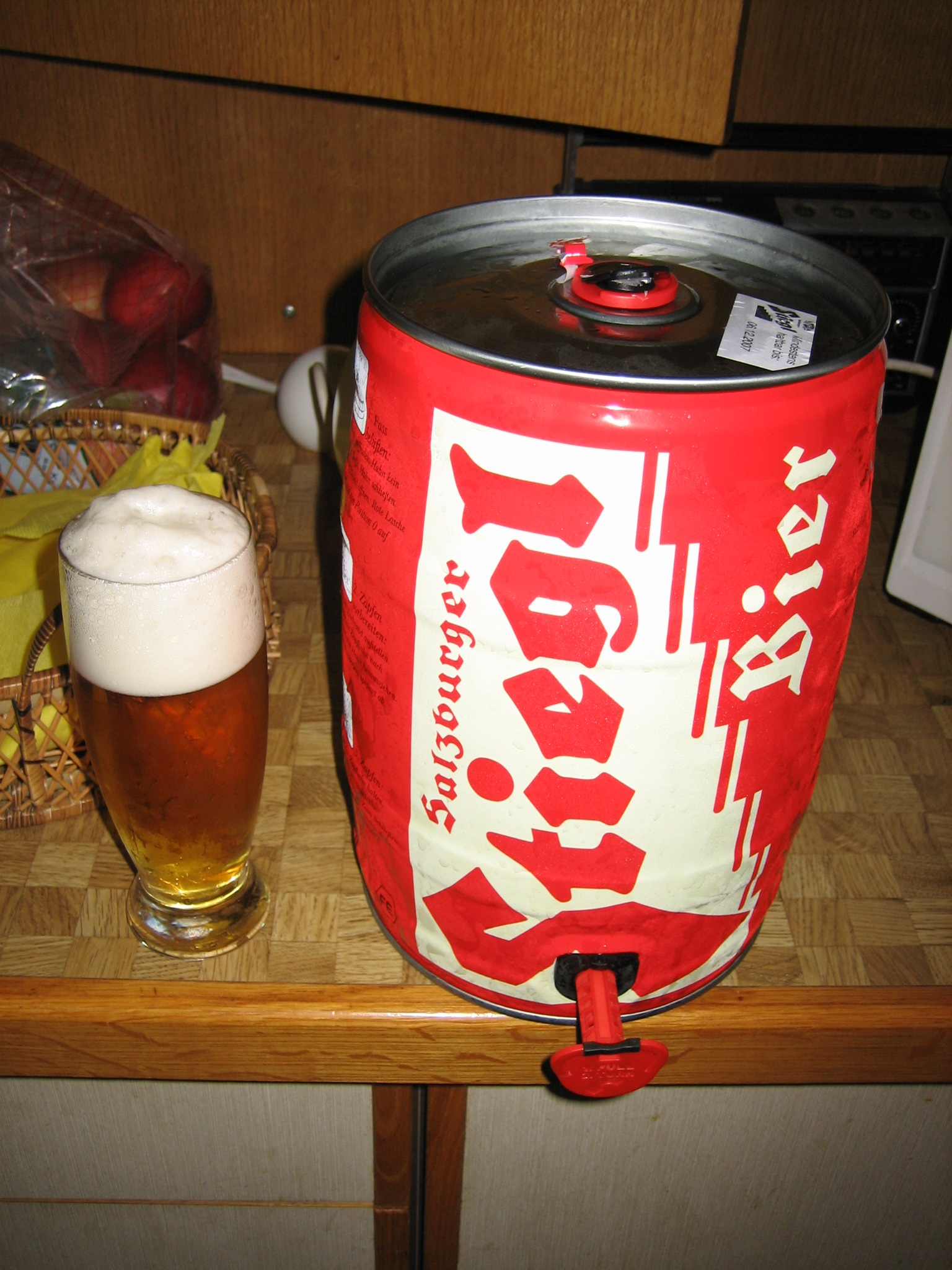
Stiegl-5l-Fass
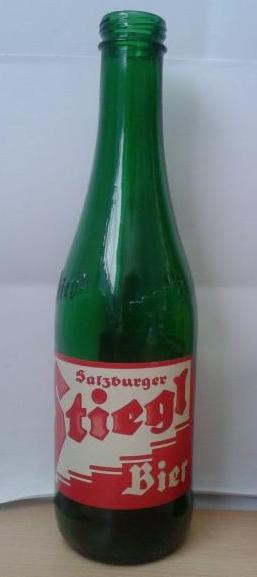
Stiegl-Flasche
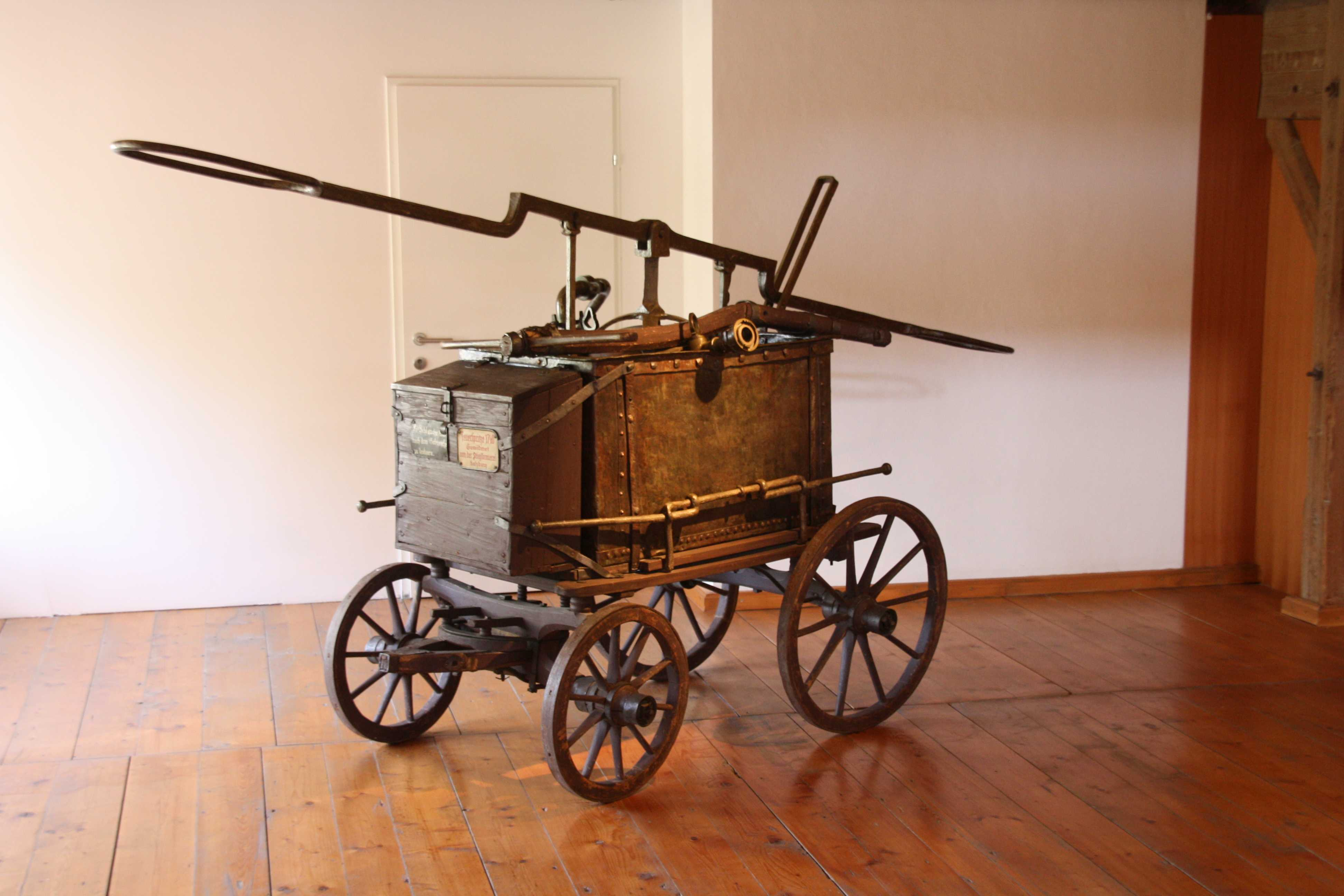
Feuerspritze von 1740, gewidmet von der Brauerei
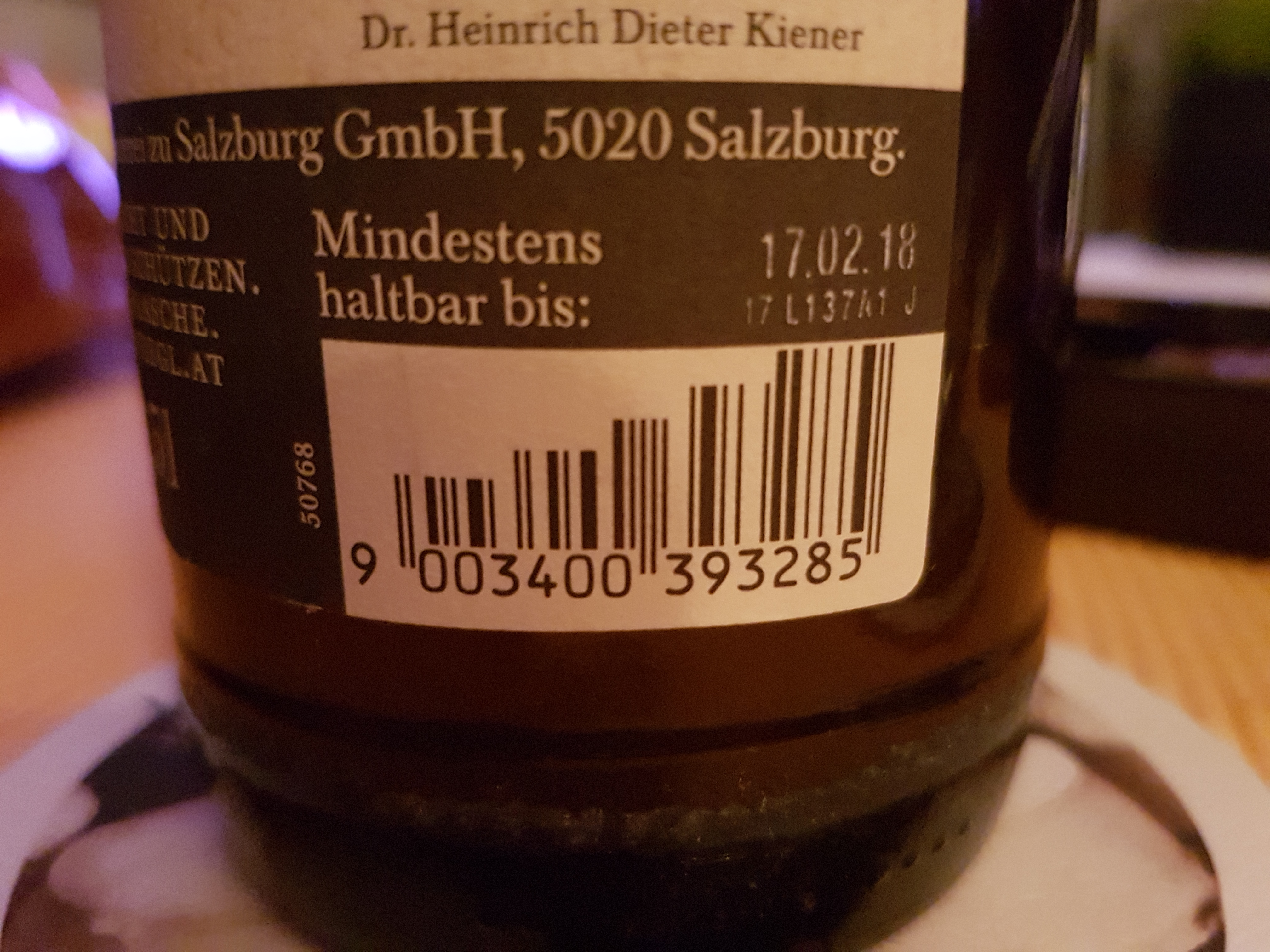
Barcode in Form des Stiegl-Logos

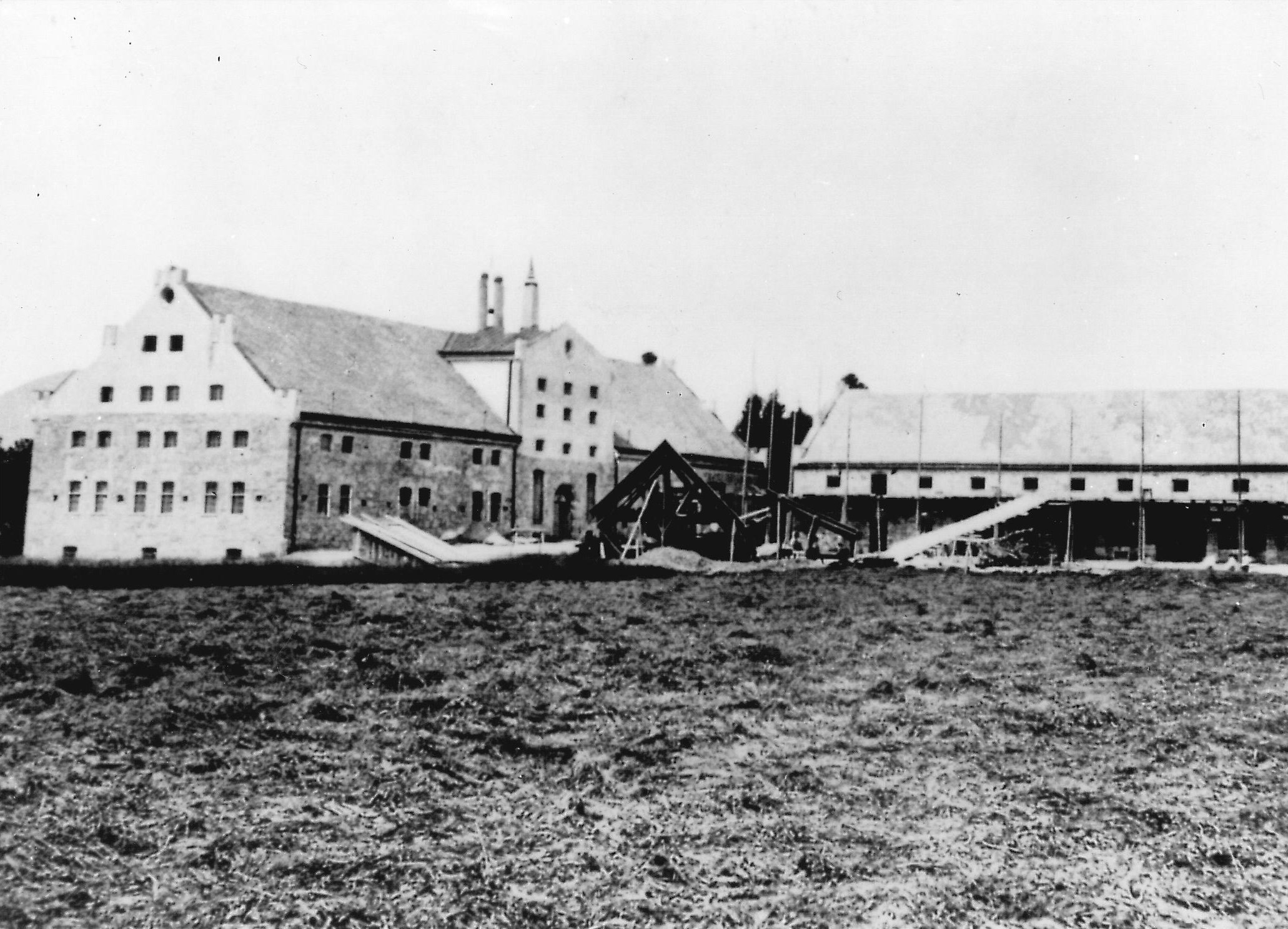
Stiegl-Brauerei 1863

## Weblinks

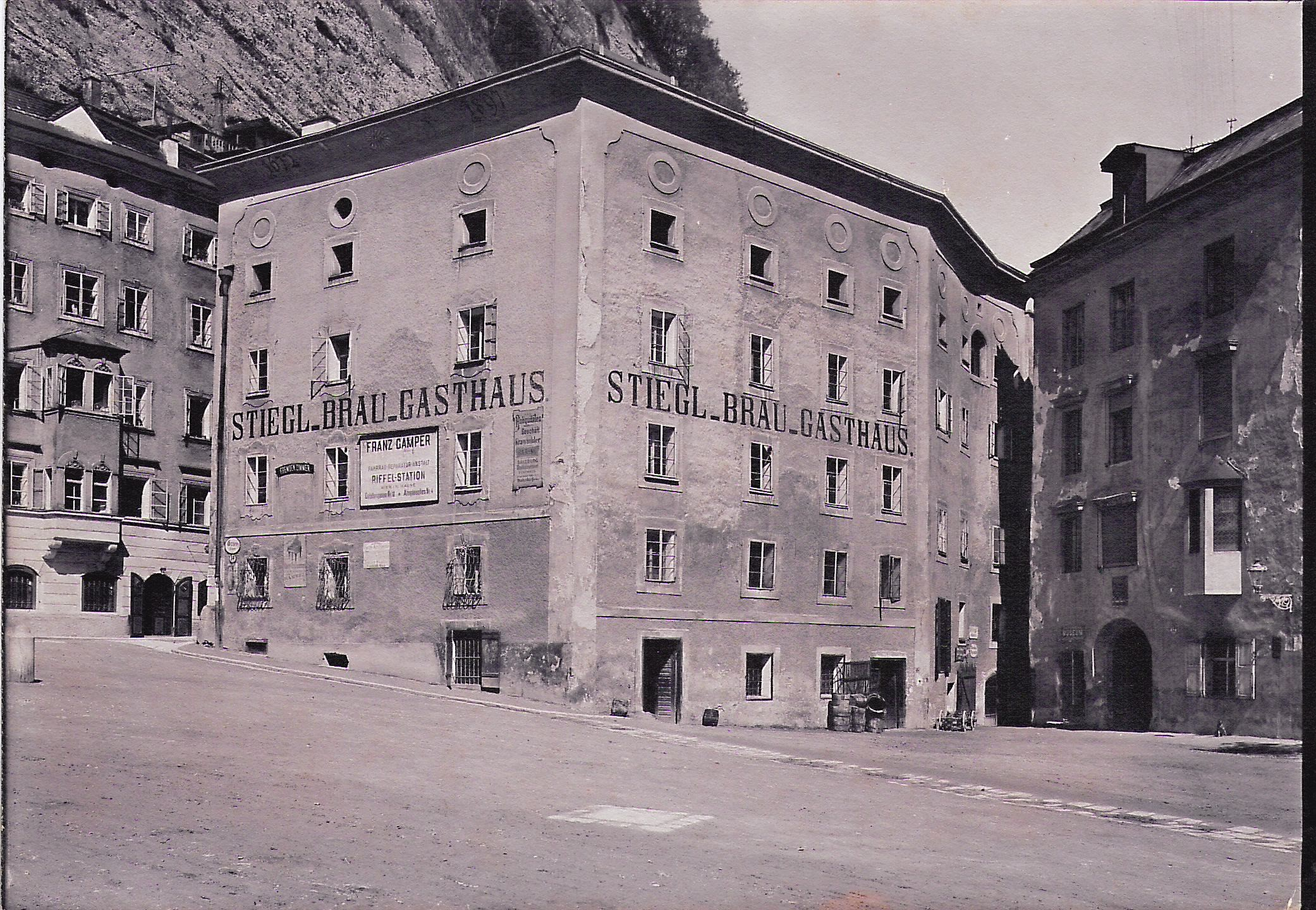
Stieg-Brau-Gasthaus 1890 in der Salzburger Altstadt